# Rudolf Walden
Karl Rudolf Walden (Helsinki, 1º dicembre 1878 – Sysmä, 25 ottobre 1946) è stato un politico, imprenditore e generale finlandese.

## Biografia
Educato all'accademia militare di Hamina dal 1892 al 1900, fu sospeso dal servizio nel 1902.
Si trasferì a San Pietroburgo, dove entrò nell'industria cartaria. Nel 1911 era agente, e in seguito azionista, della cartiera Simpele nella Finlandia orientale; negli anni successivi lavorò anche per altre aziende del settore.
Tornò in Finlandia nel 1917. La guerra civile gli permise una veloce carriera militare. Fu comandante in capo dell'esercito finlandese e della guardia civile nel dicembre 1918 e ministro della guerra dal 28 novembre 1918 al 15 agosto 1919. Nel 1920 fece parte della delegazione che firmò il trattato di Tartu con l'Unione Sovietica.
Nel 1918 fondò la United Paper Mills (UPM), dalla fusione delle cartiere Simpele, Myllykoski, Jamsankoski e Walkiakoski. In pochi anni divenne la seconda industria del settore in Finlandia, in seguito una delle più grandi in Europa.
Fu amministratore delegato della UPM fino al 1940, quando divenne ministro della difesa. Ricoprì tale incarico fino al novembre 1944; importanti furono i rapporti da lui intercorsi con la Svezia e gli Stati Uniti d'America. Nel 1940, al termine della guerra d'inverno, fu uno dei delegati finlandesi che firmarono il trattato di Mosca.
Perse due figli nella seconda guerra mondiale. Nell'ottobre 1944 un ictus lo portò alla paralisi, morì due anni dopo.